# Antoine Colonna
Antoine Colonna, né le 13 octobre 1901 à Tunis et mort le 29 avril 1976 à Paris, est un homme politique français.
Il exerce les fonctions de député, puis sénateur (membre du Conseil de la République) représentant les citoyens français résidant en Tunisie entre 1945 et 1959. Il est le fondateur du Rassemblement français de Tunisie.

## Parcours et formation
Après des études secondaires au lycée Carnot de Tunis, Antoine Colonna entre comme adjoint technique dans l'administration des ponts et chaussées où il devient plus tard inspecteur du contrôle de l'État sur les transports. Orateur talentueux, il préside  dès 1929 un syndicat, la Fédération générale des fonctionnaires de Tunisie. En 1941, il est élu président des Corses de Tunisie.
Dans l'immédiate après-guerre, ce partisan de Charles de Gaulle fonde le Rassemblement français de Tunisie, parti ayant comme ligne de conduite la défense des intérêts des Français établis en Tunisie et la résistance au nationalisme tunisien. 

## Défenseur de la colonisation
Lors de la campagne électorale pour l'Assemblée nationale constituante en 1945, Colonna déclare : « Nos pères et nos aînés sont venus constituer ici une nouvelle province française. Nous ne devons pas trahir leur dessein ». Son parti remporte largement ces élections avec 52 % des suffrages contre 25 % pour la liste opposée. Sa popularité est la plus notable chez les fonctionnaires et les colons. 
À Paris, sur les bancs de l'Assemblée puis du Conseil de la République et du Sénat, il prend systématiquement position en faveur de la colonisation en Afrique du Nord. Il demande aussi de valoriser l'agriculture et la prospection pétrolière en Tunisie.
Au moment où les négociations s'engagent entre le gouvernement de Pierre Mendès France et Habib Bourguiba, Colonna conduit plusieurs manifestations de protestations à Tunis et traite Mendès France de « lâche » et de « traître ».

## Soupçons d'implication dans des violences
Pour les nationalistes tunisiens, Antoine Colonna serait le fondateur de la Main rouge ; cette organisation secrète a été créditée de l'assassinat du militant et syndicaliste tunisien Farhat Hached, le 5 décembre 1952, et de plusieurs figures du mouvement nationaliste, telles que Hédi Chaker le 13 septembre 1953, Abderrahmen Mami, le 13 juillet 1954, et les frères Haffouz. En représailles, des hommes armés du Néo-Destour mènent des actions d'assassinat ciblés qui touchent des partisans de Colonna. Au Sénat, il soulève à plusieurs reprises, en 1957 et 1958, la question de la sécurité des Français demeurés en Tunisie après l'indépendance du pays.

## Mandats électoraux
En tant que député, Antoine Colonna a été membre de la première et de la seconde Assemblée nationale constituante pour représenter les Français de Tunisie. Il est élu la première fois sur la liste du Rassemblement français d'action républicaine, démocratique et sociale puis sur la liste du Rassemblement français.
Il est élu au Conseil de la République sous la Quatrième République en tant que représentant des citoyens français de Tunisie le 14 janvier 1947. Il est réélu successivement le 7 novembre 1948, le 29 mai 1952 et le 24 juin 1958 ; il quitte le Sénat à la fin de son mandat le 26 avril 1959. Au Sénat, Colonna fait partie du groupe de la Gauche démocratique et du Rassemblement des gauches républicaines.
Il est nommé secrétaire du Conseil de la République les 10 janvier 1950, 9 janvier 1951, 8 janvier et 5 juin 1952.